# شريعة حمورابي
شريعة حمورابي، هو نص قانوني بابلي دُوِّن بين عامي 1755 و1750 قبل الميلاد في عهد الملك حمورابي، سادس ملوك السلالة البابلية الأولى. وتمثل هذه الشريعة أطول وأفضل النصوص القانونية تنظيمًا وحفظًا التي وصلتنا من حضارات المنطقة. كُتبت الشريعة باللغة الأكدية، بلهجتها البابلية القديمة، ويُنسب تأليفها إلى حمورابي نفسه.
نُقش النص الأساسي من الشريعة على مسلّة من البازلت يبلغ ارتفاعها 2.25 مترًا، اكتُشفت عام 1901 في موقع سوسة، الواقع في إيران اليوم، حيث كانت المسلّة قد نُقلت كغنيمة حرب بعد حوالي ستة قرون من كتابتها. أما اليوم، فتُعرض المسلّة في متحف اللوفر في باريس.
يُصوّر نقش بارز في الجزء العلوي من المسلّة حمورابي واقفًا أمام الإله شمش، إله الشمس والعدالة لدى البابليين، وهو ما يُضفي طابعًا دينيًا على مصدر السلطة القانونية. ويضم باقي النص حوالي 4130 سطرًا مكتوبًا بالخط المسماري، يُقسَّم إلى مقدمة وخاتمة شعريتين تشكلان خُمس النص، بينما تتضمن الأربعة أخماس المتبقية نصوص القوانين ذات الطابع الشرطي، التي تُصاغ بأسلوب "إذا... فإن...".
تتناول الشريعة طيفًا واسعًا من الموضوعات، تشمل القانون الجنائي، قوانين الأسرة، الملكية، العقود، والتجارة. وتُفتتح الشريعة بمقدمة يعلن فيها حمورابي أن الآلهة قد منحته الحكم "لكي يمنع القوي من ظلم الضعيف"، في تأكيد على البعد الأخلاقي والديني للقانون.
أثارت شريعة حمورابي إعجاب الباحثين المعاصرين بفضل ما تحتويه من مظاهر العدالة وتنظيم العلاقات المجتمعية، كما أظهرت تعقيد المجتمع البابلي آنذاك. وقد أثارت مقارنتها مع الشريعة الموسوية اهتمامًا كبيرًا، خاصة فيما يتعلق بمبدأ القصاص (العين بالعين) الذي يشكّل أحد أوجه التشابه بين المدونتين.
ورغم الجدل القائم بين المختصين حول غايات الشريعة ومبادئها وتطورها التاريخي، لا يزال حمورابي يُعتبر خارج دائرة علم الآشوريات شخصية بارزة في تاريخ القانون، وتُعد شريعته من أقدم ما كُتب من نصوص قانونية متكاملة في تاريخ البشرية.
ويجسّد هذا التقدير الرمزي في العصر الحديث من خلال وضع نحت بارز لوجه حمورابي في مبنى الكونغرس الأمريكي إلى جانب مشرعين تاريخيين آخرين، كما توجد نُسخ من مسلّته في عدد من المؤسسات العالمية، من بينها مقر الأمم المتحدة في نيويورك ومتحف بيرغامون في برلين.

## نبذة

### حمورابي
حمورابي هو سادس ملوك سلالة بابل الأولى الأمورية، حكم بين عامي 1792 و1750 قبل الميلاد وفقًا للتأريخ الوسيط. عزز هيمنة بابل على سهل بلاد الرافدين عبر القوة العسكرية، والدبلوماسية، وأعمال الخداع السياسي. وعند وراثته العرش من والده سين موبالط، لم تكن لبابل سلطة تُذكر على المستوى المحلي، إذ كانت السيطرة حينها بيد ريم-سين ملك لارسا. انتظر حمورابي حتى تقدّم ريم-سين في السن، ثم شنّ حملة خاطفة استولى خلالها على أراضيه، مع إبقاء التنظيم الإداري السابق قائمًا.

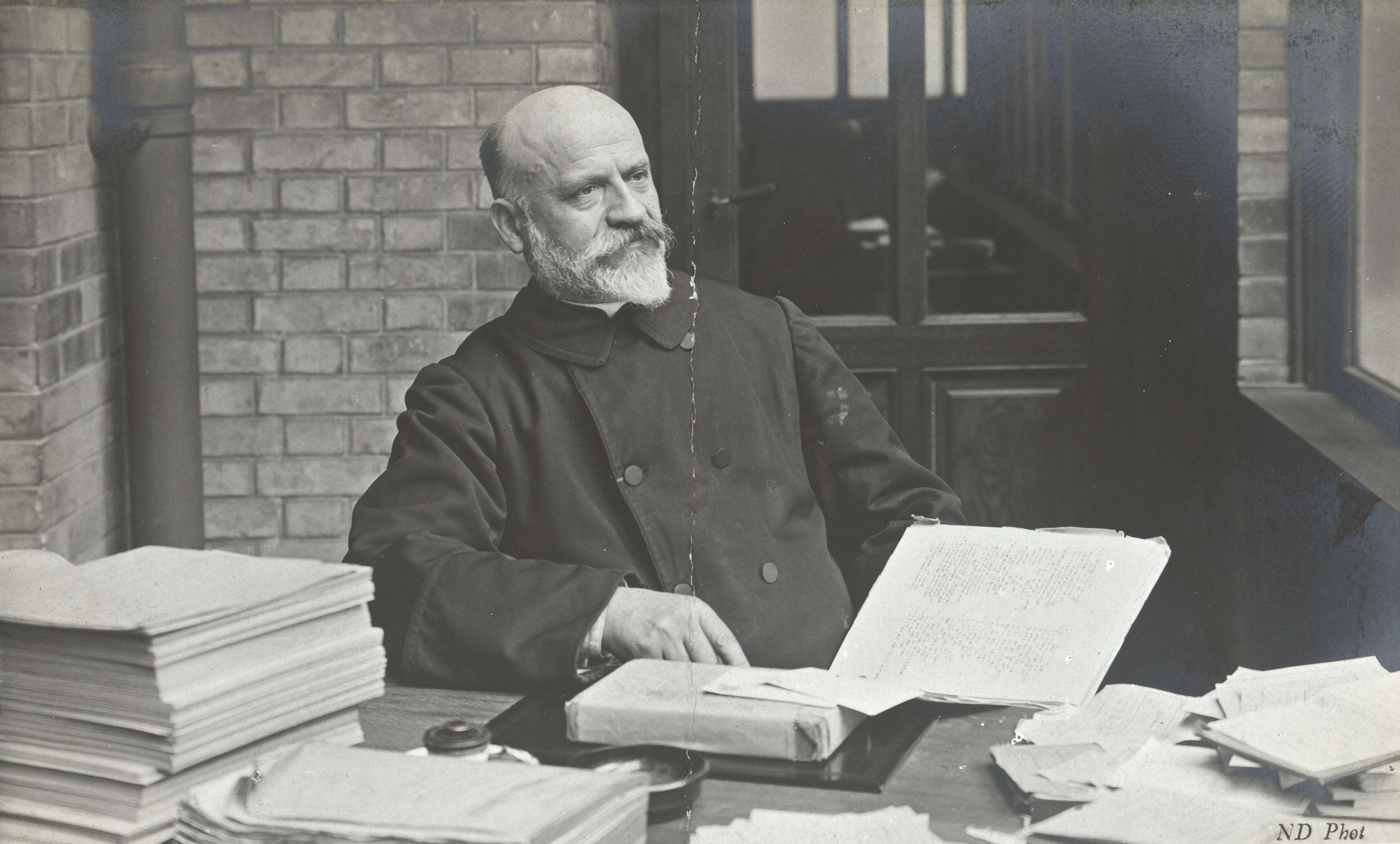
البروفيسور شايل (عالم الآشوريات)، جامعة السوربون، كلية الدراسات العليا.

لاحقًا، خان حمورابي حلفاءه في إشنونة وعيلام وماري، واستولى على أراضيهم. وعلى الرغم من عدوانيته في السياسة الخارجية، تُظهر رسائله اهتمامًا برفاهية رعاياه وحرصًا على العدالة وتطبيق القانون. وقد أمر بتنفيذ مشروعات عمرانية واسعة، وكان كثيرًا ما يصف نفسه في رسائله بأنه "راعٍ لشعبه". كما أن العدالة تُعد موضوعًا محوريًا في مقدمة شريعته، ويُلاحظ أن الكلمة التي تُترجم عادة بـ"العدالة" (ešērum) تظهر مرارًا في المقدمة والخاتمة على حد سواء.

### مجموعات القوانين الأقدم
رغم أن شريعة حمورابي كانت أول مجموعة قوانين بلاد رافدية تُكتشف أثريًا، إلا أنها ليست الأقدم تأليفًا؛ إذ توجد مجموعات قانونية أقدم منها كُتبت باللغتين السومرية والأكدية، ويُزعم أيضًا أنها من وضع ملوك حكموا تلك العصور. ويُرجَّح وجود عدد أكبر من هذه المدونات، إذ تشير نصوص حكّام آخرين إلى أن تدوين القوانين كان ممارسة شائعة.
وتتشابه هذه المجموعات القانونية فيما بينها، ما يُغري بعض الباحثين بافتراض نظام قانوني موحد يكمن خلفها جميعًا. غير أن تفسير أهداف هذه النصوص القانونية القديمة وفهم أنظمتها يظل أمرًا معقدًا ومحل جدل أكاديمي، ما دفع عددًا من الباحثين إلى التشكيك في جدوى محاولة ذلك أصلًا.
ومن أبرز هذه المدونات القانونية المبكرة:
- قانون أور-نمو (من مدينة أور).
- قانون ليبيت-عشتار (من مدينة إيسين).
- قوانين إشنونة (ربما من وضع بيلالاما أو دادوشا).
- ما يُعرف بقوانين X، التي قد تكون في الواقع نهاية قانون أور-نمو وليست مجموعة مستقلة.

إضافة إلى هذه المدونات، عُثر على آلاف الوثائق القانونية تعود إلى فترة ما قبل العصر البابلي القديم وأثناءه، تشمل عقودًا، وأحكامًا قضائية، ورسائل قانونية، ووثائق إصلاحية، مثل إصلاحات أوروكاجينا، ملك لكش في منتصف الألفية الثالثة قبل الميلاد، الذي عُرف بمكافحة الفساد. وتُعد بلاد الرافدين صاحبة أغزر تراث قانوني مكتوب من العصور القديمة قبل ظهور موسوعة جوستنيان في القانون الروماني، حتى بالمقارنة مع اليونان وروما القديمتين.

## النسخ

### مسلة اللوفر

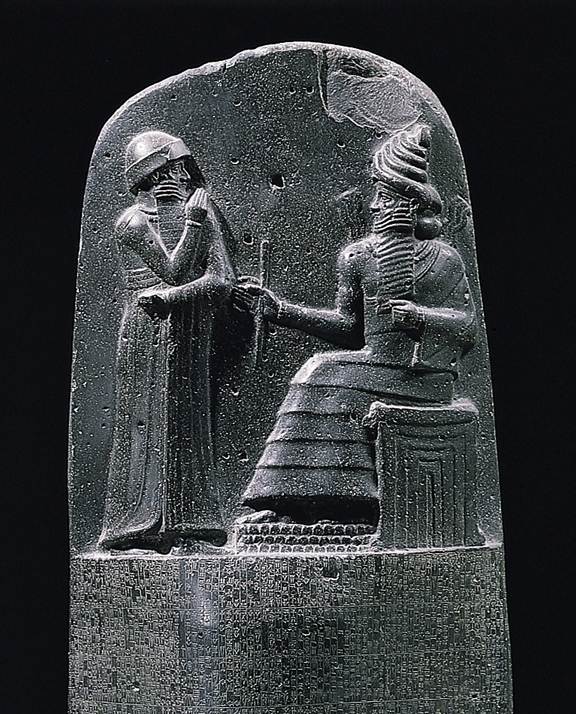
الجزء العلوي من لوحة قوانين حمورابي

وهي أول نسخة مكتشفة من شريعة حمورابي – ولا تزال الأكمل حتى اليوم – منقوشة على مسلة من البازلت يبلغ ارتفاعها 2.25 مترًا (7 أقدام و4½ إنش). وتُعرض المسلة حاليًا في الطابق الأرضي من متحف اللوفر بباريس، وتحديدًا في القاعة رقم 227 من جناح ريشليو. يعلو المسلة نقش بارز يُظهر الملك حمورابي واقفًا أمام الإله شمش، إله الشمس والعدالة في المعتقد البابلي. ويقع أسفل هذا النقش نص مسماري مؤلف من نحو 4,130 سطرًا، يُقسَم إلى مقدمة وخاتمة شعريتين تشكلان الخُمس، فيما تُشكّل القوانين الأربعة أخماس المتبقية.
قرب أسفل المسلة، جرى صقل ومحو سبعة أعمدة من النص، كل منها يحتوي على أكثر من ثمانين سطرًا، وذلك في فترة لاحقة لأسباب يُرجح أنها سياسية أو دينية. وقد وُجدت المسلة في ثلاثة أجزاء كبيرة، مما سهّل إعادة تركيبها. وتبلغ أبعادها: الارتفاع 225 سم، المحيط عند القمة 165 سم، وعند القاعدة 190 سم، أما صورة حمورابي المنحوتة فيبلغ ارتفاعها 65 سم وعرضها 60 سم.
كُشف عن المسلة خلال الحفريات الفرنسية في موقع مدينة سوسة العيلامية القديمة (في محافظة خوزستان الإيرانية حاليًا)، بقيادة جاك دي مورغان ضمن البعثة الأثرية الفرنسية إلى فارس. ونشر الأب جان-فنسون شيل التقرير الأول عن الاكتشاف عام 1902 في المجلد الرابع من تقارير البعثة إلى فارس. وتشير الروايات إلى أن قطع المسلة اكتُشفت على تل الأكروبول في سوسة خلال الفترة ما بين ديسمبر 1901 ويناير 1902، وكانت في حالة جيدة نسبيًا مما سهّل تجميعها.
يرجح الباحثون أن الملك العيلامي شوتروك-ناخونتي هو من استولى على المسلة من مدينة سيبار – التي يُعتقد أن حمورابي عاش فيها في أواخر حكمه – وجلبها إلى سوسة كغنيمة. كما يُفترض أنه هو من أمر بمحْو أجزاء من النص لكتابة نقش خاص به، وربما أعيد نحت بعض تفاصيل النقش البارز، خصوصًا لحيتي حمورابي وشمش، خلال تلك الفترة.

### نسخ أخرى
بالإضافة إلى مسلة اللوفر، عُثر في موقع سوسة ذاته على شظايا لمسلة ثانية وربما ثالثة تتضمن نصوصًا من شريعة حمورابي. وتوجد أيضًا أكثر من خمسين مخطوطة معروفة تحتوي على قوانين حمورابي، وقد وُجدت في مواقع متعددة مثل بابل، نينوى، آشور، بورسيبا، نفر، سيبار، أور، ولارسا.
تعود بعض هذه النسخ إلى عهد حمورابي نفسه، فيما تعود نسخ أخرى إلى فترات لاحقة، مما يدل على أن نص الشريعة كان جزءًا من المناهج الدراسية لكتبة النصوص في مدارس بلاد الرافدين. كما عُثر على نسخ تعود إلى أكثر من ألف عام بعد نقش المسلة الأصلية، ويشير فهرس مكتبة الملك الآشوري آشوربانيبال (685–631 ق.م) إلى وجود نسخة من "أحكام حمورابي" ضمن مقتنياتها. وقد ساهمت هذه النسخ في استكمال معظم نص المسلة الأصلية، بما في ذلك الأجزاء التي كانت قد مُحيت في العصور القديمة.

## الدراسات الأولى
نُشرت النسخة الأولى من نص شريعة حمورابي عام 1902 على يد الأب جان-فنسون شيل، وذلك ضمن المجلد الرابع من سلسلة تقارير البعثة الفرنسية إلى فارس. وقد تضمّن عمله مقدمة موجزة عن ظروف الاكتشاف، تلتها نسخة منقولة صوتيًا للنص المسماري، وترجمة حرة إلى اللغة الفرنسية، إلى جانب عدد من الصور التوضيحية للقطع الأثرية. وسرعان ما أعقبتها ترجمات إلى لغات أخرى، من أبرزها ترجمة ألمانية لـهوغو فنكلر (1902)، وإنجليزية لـسي. إتش. دبليو. جونز (1903)، وإيطالية لـبيترو بونفانتي في العام ذاته.

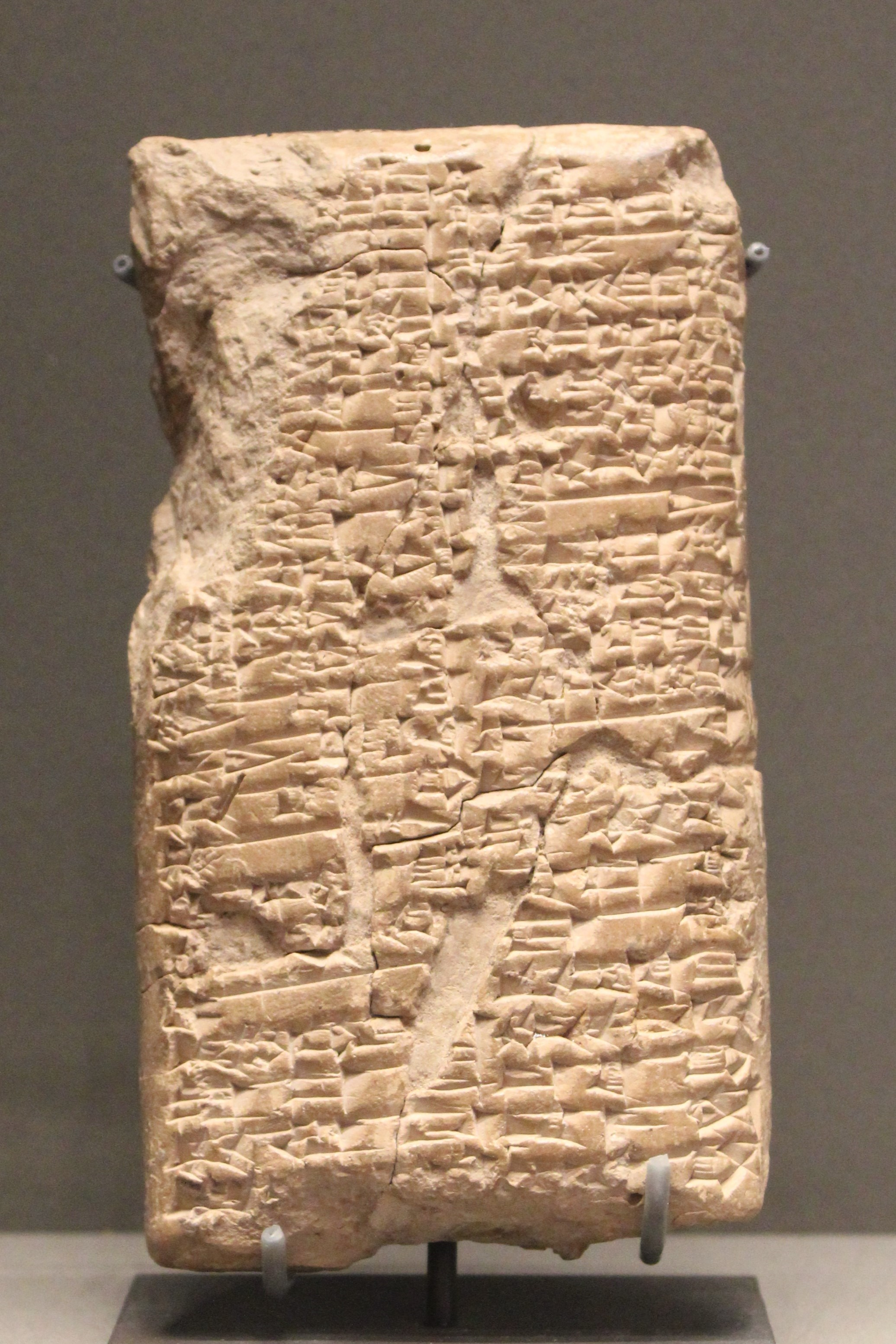
مقدمة لقانون ليبيت عشتار

عند اكتشاف المسلة، اعتُقد أن شريعة حمورابي تمثّل أقدم مجموعة قوانين مكتوبة في تاريخ بلاد الرافدين؛ فقد أشار جونز في عنوان كتابه الصادر عام 1903 إلى أنها «أقدم شريعة قوانين في العالم». كما ضمّن الكاتب البريطاني هربرت جورج ويلز اسم حمورابي في المجلد الأول من عمله «موجز في التاريخ»، واصفًا الشريعة بأنها «أقدم قانون معروف».لكن هذا التصوّر تغير لاحقًا مع اكتشاف مجموعات قانونية أسبق، شملت: شريعة ليبيت-إشتار (1947)، قوانين إشنونة (1948)، شريعة أور-نامو (1952).
وقد ذهب بعض الباحثين في بداية الأمر إلى تأريخ الشريعة والمسلة إلى القرن الثالث والعشرين قبل الميلاد، وهو تقدير سابق حتى لأقصى التواريخ المقترحة ضمن ما يُعرف بـ«الكرونولوجيا الطويلة جدًا». لكن الدراسات اللاحقة رجّحت أن الشريعة وُضعت في أواخر عهد حمورابي، استنادًا إلى قائمة إنجازاته الواردة في مقدمة النص.
أشاد الباحثون الأوائل بأهمية المسلة من الناحيتين الأخلاقية والتشريعية؛ فوصفها شيل بأنها «تحفة أخلاقية وسياسية»، واعتبرها جونز «واحدة من أبرز المعالم في تاريخ البشرية»، مشيرًا إلى احتوائها على «مواد إنسانية كثيرة» وما تمنحه من «حماية للضعفاء والعاجزين»، بل وامتدح فيها «روحًا حداثية مدهشة».
أما جون داينلي برنس [الإنجليزية]، فقد رأى في اكتشاف الشريعة «أهم حدث في تطور علم الآشوريات منذ زمن رولنسون وليارد». في حين أشاد تشارلز فرانسيس هورن بحمورابي بوصفه «مشرّعًا حكيمًا»، وامتدح «شريعته الشهيرة». كما أشار جيمس هنري بريستد إلى العدالة التي وفّرتها الشريعة للأرامل والأيتام والفقراء، لكنه لاحظ في الوقت ذاته أنها «ما زالت تتضمن عددًا من المفاهيم القديمة والساذجة عن العدالة».
أثنى عدد من المعلقين على ما عكسته الشريعة من تقدم حضاري وتشريعي في المجتمع البابلي، وركّز بعضهم على طابعها العقلاني والعلماني؛ ومنهم أوين جنكينز، وكذلك تشارلز سوفاي في دائرة المعارف الكاثوليكية، الذي رأى أن الشريعة، بخلاف الشريعة الموسوية، «مبنية على إملاءات العقل».
وقد نالت مسألة التأثير المحتمل لشريعة حمورابي على الشريعة الموسوية اهتمامًا واسعًا في الدراسات المبكرة، كما حاول بعض الباحثين الربط بين شخصية حمورابي وشخصية أمرَفَل المذكورة في التوراة، غير أن هذا الافتراض رُفض لاحقًا في أوساط الباحثين المتخصصين.

## الإطار

### النقش البارز
يبدو أن النقش البارز يصوّر حمورابي واقفًا أمام الإله شمش الجالس. يرتدي شمش تاج الألوهية ذي القرون وتنبعث من كتفيه نيرانٌ ترمز إلى صفته الشمسية. وعلى النقيض، عرّف جان ڤينسنت شيل، في طبعته الأولى للنص، الشخصية الجالسة بأنها حمورابي، والواقفة بأنها شمش. واعتبر أن المشهد يصوّر شمش وهو يُملي على حمورابي، بينما يمسك الأخير بقلم الكاتب وينظر باهتمام إلى الإله. وتشير مارثا روث إلى تفسيرات أخرى محتملة: "أن الملك يقدّم القوانين للإله؛ أو أن الملك يتلقى أو يقدّم رموز السيادة (العصا والحلقة)؛ أو – على الأرجح – أن هذه الرموز هي أدوات قياس: العصا والحبل، المستخدمة في بناء المعابد". وربما كان حمورابي حتى يُقلد شمش. من المؤكد، على أي حال، أن الرسام قصد إظهار العلاقة الوثيقة بين حمورابي والعالم الإلهي، مستخدمًا في ذلك أساليب التكوين البصري والأيقونية.

### المقدمة
تشكل المقدمة والخاتمة معًا خُمس النص الكامل. من أصل نحو 4,130 سطرًا، تحتل المقدمة حوالي 300 سطر، والخاتمة حوالي 500 سطر. وقد صيغتا بأسلوب الحَلْقة حول القوانين، دون وجود فاصل بصري بينهما وبين متن القوانين. وكُتبت كلتاهما بأسلوب شعري، ويلاحظ الباحث ويليام ديفيز أن فيهما الكثير "مما يبدو أقرب إلى التفاخر المبالغ فيه".
تبدأ المقدمة ذات الـ300 سطر بمقدمة سببية عن سلطة حمورابي الملكية (الأسطر 1–49). إذ منح الإله أنو، إله السماء وزعيم الآلهة البابلية، الحكم على البشر للإله مردوخ. واختار مردوخ أن تكون بابل مركز سلطته على الأرض، وهي التي كانت في الواقع تعبد مردوخ كإله راعٍ لها. فأقام مردوخ نظام الحكم الملكي داخل بابل. وأخيرًا، اختار أنو، بمشاركة إله الرياح البابلي إنليل، حمورابي ليكون ملكًا على بابل. وكان الهدف من حكم حمورابي أن "يمنع القوي من ظلم الضعيف" (الأسطر 37–39: dannum enšam ana lā ḫabālim). وكان عليه أن يسطع مثل شمش على سكان بلاد الرافدين (المعروفين بـṣalmāt qaqqadim، أي "ذوو الرؤوس السوداء") وينير الأرض (الأسطر 40–44).
ثم يسرد حمورابي إنجازاته وفضائله (الأسطر 50–291). ويُعبر عنها باستخدام الجمل الاسمية بصيغة المتكلم المفرد في الأكادية، من نوع "[الاسم] ... أنا" ([noun] ... anāku). الجملة الاسمية الأولى (50–53) قصيرة: "أنا حمورابي، الراعي الذي اختاره الإله إنليل" (ḫammurabi rē'ûm nibīt enlil anāku). ثم يستمر حمورابي في سرد واحد طويل يتجاوز 200 سطر، مؤخرًا استخدام "أنا" حتى النهاية في السطر 291.
يكرر حمورابي وصف نفسه بـ na'dum، أي "التقي"، (في الأسطر 61، 149، 241، 272). كما تتكرر استعارة "الراعي" في وصفه، وهي استعارة شائعة في وصف ملوك الشرق الأدنى القديم، إلا أن اهتمام حمورابي بشؤون رعيته يبرر استخدامها في حالته. كما يشدد النص على علاقاته المتنوعة مع عدد من الآلهة، ويُصوَّر كمخلص في صيانة المعابد وفريدٍ في ساحة المعركة. وقد ساعدت قائمة إنجازاته على إثبات أن النص كُتب في أواخر فترة حكمه. بعد تلك القائمة، يشرح حمورابي أنه نفذ وصية مردوخ بإقامة "الحق والعدل" (kittam u mīšaram) للشعب (الأسطر 292–302)، رغم أن المقدمة لا تذكر القوانين صراحة. وتُختتم المقدمة بعبارة: "في ذلك الوقت:" (السطر 303: inūmišu)، ثم تبدأ نصوص القوانين.

### الخاتمة
على عكس المقدمة، ترتبط الخاتمة التي تتألف من 500 سطر بشكل صريح بالقوانين. تبدأ الخاتمة بعبارة: "هذه هي الأحكام العادلة التي أقامها حمورابي..." (الأسطر 3144–3151). ثم يمدح قوانينه وسخائه (3152–3239). يعبر بعدها عن أمله في أن "أي رجل مظلوم لديه نزاع قضائي" يُقرأ له قوانين المسلة ويسمع حقوقه (3240–3256). وهذا سيجلب لحمورابي المدح والرضا الإلهي (3257–3295). يتمنى حمورابي حظًا حسنًا لأي حاكم يلتزم بأحكامه ويحترم مسلته (3296–3359). ومع ذلك، يدعو لغضب الآلهة على كل من يعصي أو يمحو أحكامه، وهو نهاية النص (3360–3641).
تحتوي الخاتمة على الكثير من الصور القانونية، ويعاد استخدام العبارة "لمنع القوي من ظلم الضعيف" (3202–3203) من المقدمة. ومع ذلك، يبدو أن الاهتمام الرئيسي للملك هو التأكد من عدم نسيان إنجازاته وعدم تشويه اسمه. قائمة اللعنات الموجهة لأي من يعدّل النص في المستقبل تمتد إلى 281 سطرًا وتتميز بشدة وعنف. بعض اللعنات واضحة جدًا، مثل: "ليمنح الإله سين له حياة لا خير فيها أكثر من الموت" (3486–3508)، و"ليختم كل يوم وشهر وسنة من حكمه بالتأوه والنواح" (3497–3501)، وليشهد "تسرب قوته الحياتية كماء" (3435–3436). يناشد حمورابي مجموعة من الآلهة بشكل فردي أن يوجهوا صفاتهم الخاصة ضد من يعبث بالنص. على سبيل المثال: "ليحرمه الإله آداد من فوائد المطر من السماء والفيضانات من الينابيع" (3509–3515)، و"ليحرمه الإله إيا من كل فهم وحكمة، وليقوده إلى الارتباك" (3440–3451). تُذكر الآلهة والإلهات في هذا الترتيب:
- أنوم (3387–3394)
- إنليل (3395–3422)
- ننليل (3423–3439)
- إيا (3440–3458)
- شمش (3459–3485)
- سين (3486–3508)
- آداد (3509–3525)
- زبابا (3526–3536)
- عشتار (3537–3573)
- نيرجال (3574–3589)
- نينتو (3590–3599)
- نينكاراك (3600–3619)
- جميع الآلهة (3620–3635)
- إنليل للمرة الثانية (3636–3641)

ثم تبدأ القوانين.

## المواد القانونية
صنفت قوانين حمورابي إلى اثني عشر قسماً:
- القسم الأول: يحتوي على المواد من 1-5، وتتعلق بالقضاء والشهود.
- القسم الثاني: يحتوي على المواد من 6-26، وتتعلق بالسرقة والنهب.
- القسم الثالث: يحتوي على المواد من 26-41، وتتعلق بشؤون الجيش.
- القسم الرابع: يحتوي على المواد من 42-100، وتتعلق بشؤون الحقول والبساتين والبيوت.
- القسم الخامس: يحتوي على المواد من 100-107، وتتعلق بمخازن البيع بالجملة ودكاكين التجار والرهينة والتعامل مع صغار التجار.
- القسم السادس: يحتوي على المواد من 108-111، وتتعلق بساقية الخمر.
- القسم السابع: يحتوي على المواد من 112-126، وتتعلق بالبيع.
- القسم الثامن: يحتوي على المواد من 127-195، وتتعلق بشؤون العائلة وحقوقها وعائلات أفرادها فيما بينهم.
- القسم التاسع: يحتوي على المواد من 196-227، وتتعلق بعقوبات التعويض وغرامات نقض الإتفاقيات والعقود والتعهدات.
- القسم العاشر: يحتوي على المواد من 228-240، وتتعلق بالأسعار وتعيين أجور بناء البيوت والقوارب وأثمانها.
- القسم الحادي عشر: يحتوي على المواد من 241-277، وتتعلق بأجور الحيوانات والأشخاص.
- القسم الثاني عشر: يحتوي على المواد من 278-282، وتتعلق بتعيين حدود الرقيق وحقوقهم وواجباتهم.

## الإشارات والمراجع

### الإشارات
1. ↑  شريعة حمورابي. صفحة 11.
2. ↑  مصطفى جواد وأحمد سوسة - دليل خارطة بغداد المفصل في خطط بغداد قديماً وحديثاً - صفحة 38
3. ↑  Marc Van De Mieroop: A History of the Ancient Near East, second edition p.296
4. ↑  Osman Hamdi Bey Yokuşu (3 مايو 2012). "MUSEUM OF THE ANCIENT ORIENT". web.archive.org. مؤرشف من الأصل في 2021-03-08.
5. ↑  Boyle، Alan (28 يوليو 2010). "Ancient legal code uncovered". NBC News. مؤرشف من الأصل في 2021-02-07.

### وصلات خارجية
- شريعة حمورابي على موقع الموسوعة البريطانية (الإنجليزية)